# Dakota (volk)

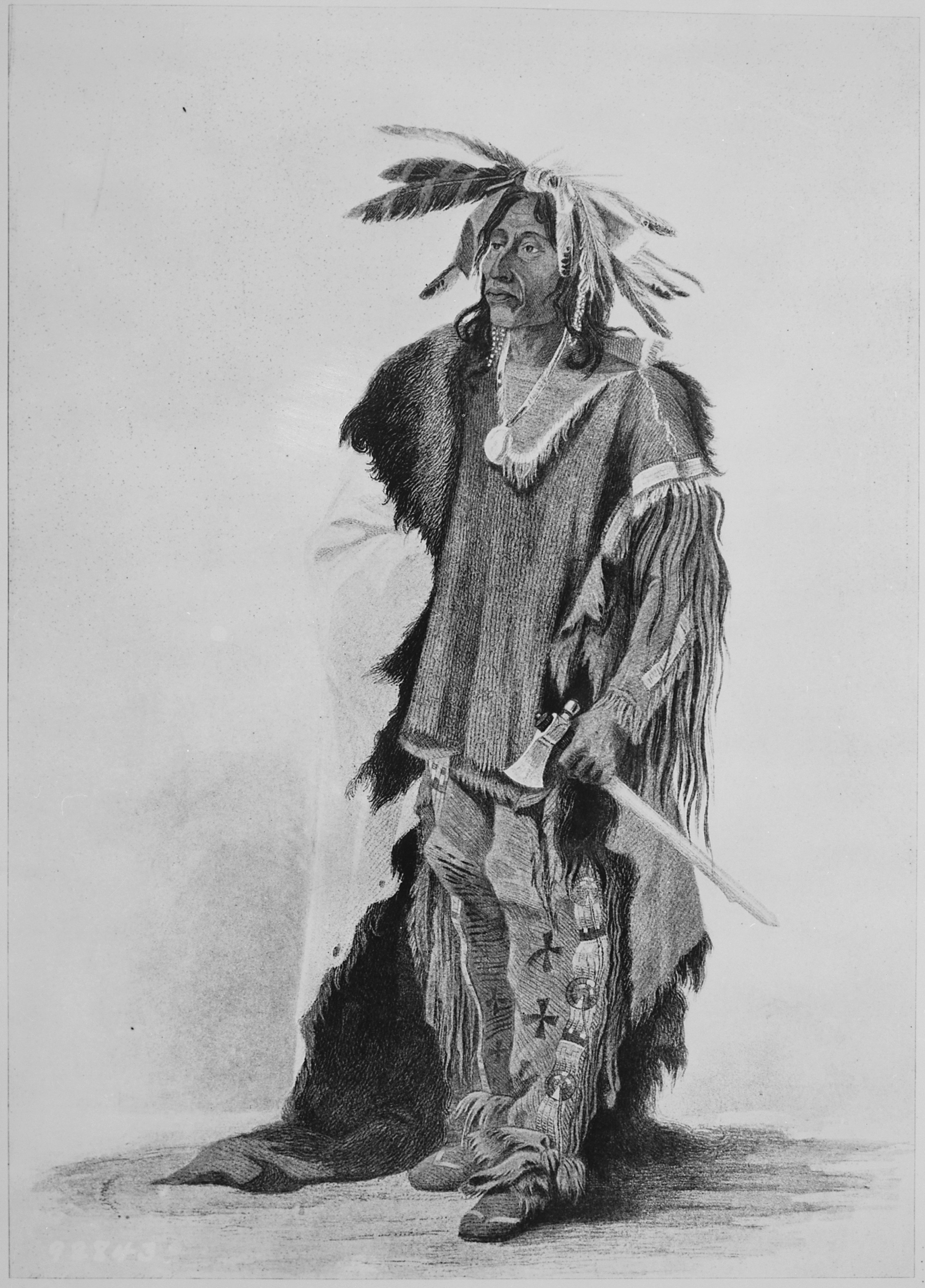
Big Soldier, een Dakota chief (1833)

De Dakota of Isanti zijn een indiaans volk, of inheems Amerikaans volk, uit Noord-Amerika. 
Ze vormen een deel van de Sioux die bestaan uit drie divisies, Dakota Sioux, Lakota Sioux en Nakota Sioux. De Sioux zijn een confederatie, in eigen taal (het Sioux) Oceti Sakowin genoemd (vertaald: Zeven Raadsvuren). De naam verwijst naar de zeven subdivisies van de confederatie. Daarvan zijn vier subdivisies binnen de oostelijke of Dakota divisie: 
- Mdewakantonwan
- Wahpetonwan
- Sisitonwan
- Wahpekute

De Dakota leefden oorspronkelijk in de Noordoostelijke Woudgebieden in Minnesota en het huidige Wisconsin, in het bos- en waterrijke mid-oosten van het Noord-Amerikaanse continent. De Dakota, wier naam 'geallieerden' betekent, waren vissers, jagers en boeren, die halverwege de 17e eeuw voor het eerst in contact kwamen met de Europese kolonisten en ontdekkingsreizigers.
Van de Dakota splitsen zich in de tweede helft van de 17e eeuw de Lakota af. De Ojibweg verjoegen de Dakota uit Minnesota in westelijke richting, naar nieuwe gebieden in het huidige North- en South Dakota, en Iowa. in 1868 werd hun land toegewezen door het verdrag van Fort Laramie.
De Amerikaanse schrijver Charles Eastman is Dakota. Het volk gaf zijn naam aan de staten North- en South Dakota.